# Azuurkapgaai
De azuurkapgaai (Cyanolyca cucullata) is een zangvogel uit de familie Corvidae (kraaien).

## Verspreiding en leefgebied
Deze soort komt wijdverspreid voor in Midden-Amerika en telt vier ondersoorten:
- C. c. mitrata: oostelijk Mexico.
- C. c. guatemalae: van zuidelijk Mexico tot centraal Guatemala.
- C. c. hondurensis: westelijk Honduras.
- C. c. cucullata: van Costa Rica tot het westelijke deel van Centraal-Panama.

## Status
De grootte van de populatie is in 2019 geschat op 20.000-50.000 volwassen vogels. Op de Rode lijst van de IUCN heeft deze soort de status niet bedreigd.